# Theologe
Dieser Artikel wurde in der Qualitätssicherung Religion eingetragen. Hilf mit, die inhaltlichen Mängel dieses Artikels zu beseitigen, und beteilige dich an der Diskussion.
|  | Dieser Artikel wurde aufgrund von akuten inhaltlichen oder formalen Mängeln auf der Qualitätssicherungsseite des Portals Christentum eingetragen. Bitte hilf mit, die Mängel dieses Artikels zu beseitigen, und beteilige dich bitte an der Diskussion. |

Ein Theologe ist eine Person, die eine theologische Ausbildung bzw. ein theologisches Studium absolviert oder Theologie mit wissenschaftlichem Anspruch betreibt. Normalerweise spricht man von Theologen nur im Kontext theistischer, besonders der monotheistischen, abrahamitischen Religionen (Judentum, Christentum, Islam).
Ein Freier Theologe ist ein Theologe, der pastorale Dienstleistungen wie freie Trauungen oder freie Beerdigungen unabhängig von einer bestimmten Konfession anbietet.

## Disziplinen im Christentum

### Katholische Theologie
Gemäß den theologischen Teilgebieten des Christentums gibt es unter den Theologen u. a.:
- Alttestamentler (siehe Kategorie:Alttestamentler und Altes Testament)
- Neutestamentler (siehe Kategorie:Neutestamentler und Neues Testament)
- Dogmatiker (siehe Kategorie:Dogmatiker und Dogmatik)
- Fundamentaltheologen (siehe Kategorie:Fundamentaltheologe und Fundamentaltheologie)
- Missionswissenschaftler (siehe Kategorie:Missionswissenschaftler und Missionswissenschaft)
- Moraltheologen (siehe Kategorie:Moraltheologe und Moraltheologie)
- Kirchenhistoriker (siehe Kategorie:Kirchenhistoriker und Kirchengeschichte)
- Kirchenrechtler (siehe Kategorie:Kirchenrechtler und Kirchenrecht)
- Liturgiewissenschaftler (siehe Kategorie:Liturgiewissenschaftler und Liturgiewissenschaft/Liturgik/Liturgie)
- Pastoraltheologen (siehe Kategorie:Pastoraltheologe und Pastoraltheologie)
- Religionspädagogen (siehe Kategorie:Religionspädagoge und Religionspädagogik)
- Christliche Sozialethiker (siehe Kategorie:Christlicher Sozialethiker und Christliche Soziallehre)
- Patristiker (siehe Kategorie:Patristiker und Patristik)

### Evangelische Theologie
Vor allem die evangelische Theologie fasst manche dieser Teilgebiete häufig in größere Einheiten zusammen und spricht dann von:
- Systematischer Theologe (siehe Kategorie:Systematischer Theologe und Systematische Theologie)
- Praktischer Theologe (siehe Kategorie:Praktischer Theologe und Praktische Theologie)

Auch in der katholischen Theologie findet sich die Einteilung in die vier Kategorien biblische, historische, systematische und praktische Theologie.